# ویلیام پینتر
ویلیام پینتر (به انگلیسی: William Painter) (1540؟ ـ ۱۵۹۴م) نویسنده و مترجم اهل لندن در انگلستان بود.

## زندگی‌نامه
پینتر پس از تحصیلات دانشگاهی مدیریت یک مدرسه را به عهده گرفت. در ۱۵۶۱م توپچی برج لندن و سپس منشی تدارکات ملکه شد. او توانست ثروت زیادی به‌دست‌آورد.
پسرش بعدها اعتراف کرد که او و پدرش از اعتبار خود سوءاستفاده کرده‌اند اما پینتر تا هنگام مرگ در مقام خود باقی ماند.
اثر مهمش مجموعهٔ «کاخ شادی» (۱۵۶۶م)، ترجمهٔ ۱۰۱داستان ایتالیایی، فرانسوی، لاتینی و یونانی از نویسندگان کلاسیک، به ویژه «هپتامرون» جوانّی بُکاچیو و آثار ماتئو باندلّو، مارگارت ناواره، لیویوس و هرودوت است.
جلد اول «کاخ شادی» شامل ۶۰ داستان است. سال بعد جلد دیگری از آن، مشتمل بر ۳۴ داستان جدید منتشرشد. چاپ نهایی(۱۵۷۵م) این اثر ۷ داستان جدید داشت. محبوبیت بسیار این کتاب سبب شد بسیاری از نمایشنامه‌های عصر الیزابت ظاهری ایتالیایی به خود بگیرند. «کاخ شادی» منبعی برای بسیاری از نمایشنامه‌نویسان عصر الیزابت بود. از آن جمله‌اند:
«آن خوب است که پایان نکو دارد» (۱۶۰۲م؟)، تیمُن آتنی، رمئو و ژولیت (۱۵۹۵م) و «تجاوز به لوکرِس» ازویلیام شکسپیر و آثاری از بن جانسون.
گزنفون گزارش می‌کند که همسر یکی از دشمنان کوروش بزرگ، پانته‌آ نام داشت و بدست وی اسیر شد ولی با وجود تمام زیبایی‌اش، کوروش به او دست‌درازی نکرد. این داستان توسط ویلیام پینتر به‌تصویر کشیده‌است.